# République du Madawaska
Pour les articles homonymes, voir Madawaska (homonymie).
La République du Madawaska est une micronation dans le nord-ouest du comté de Madawaska au Nouveau-Brunswick et les zones adjacentes du comté d'Aroostook dans l'État américain du Maine et du Québec. 

## Origines
Le terme « Madawaska » vient du mot micmac madawas (porc-épic) et kak (place). Ainsi, le Madawaska est « le pays du porc-épic ». La rivière Madawaska qui se jette dans le fleuve Saint-Jean à Edmundston, est l'affluent principal de la région.
Les origines de la république se trouvent dans le traité de Paris (1783), qui établit la frontière entre les États-Unis et les colonies de l'Amérique du Nord britannique. Comme pour plusieurs autres zones contestées le long de la frontière, définie de manière imprécise, la région de Madawaska est restée en litige entre la Grande-Bretagne et les États-Unis jusqu'en 1842.

## Indépendance

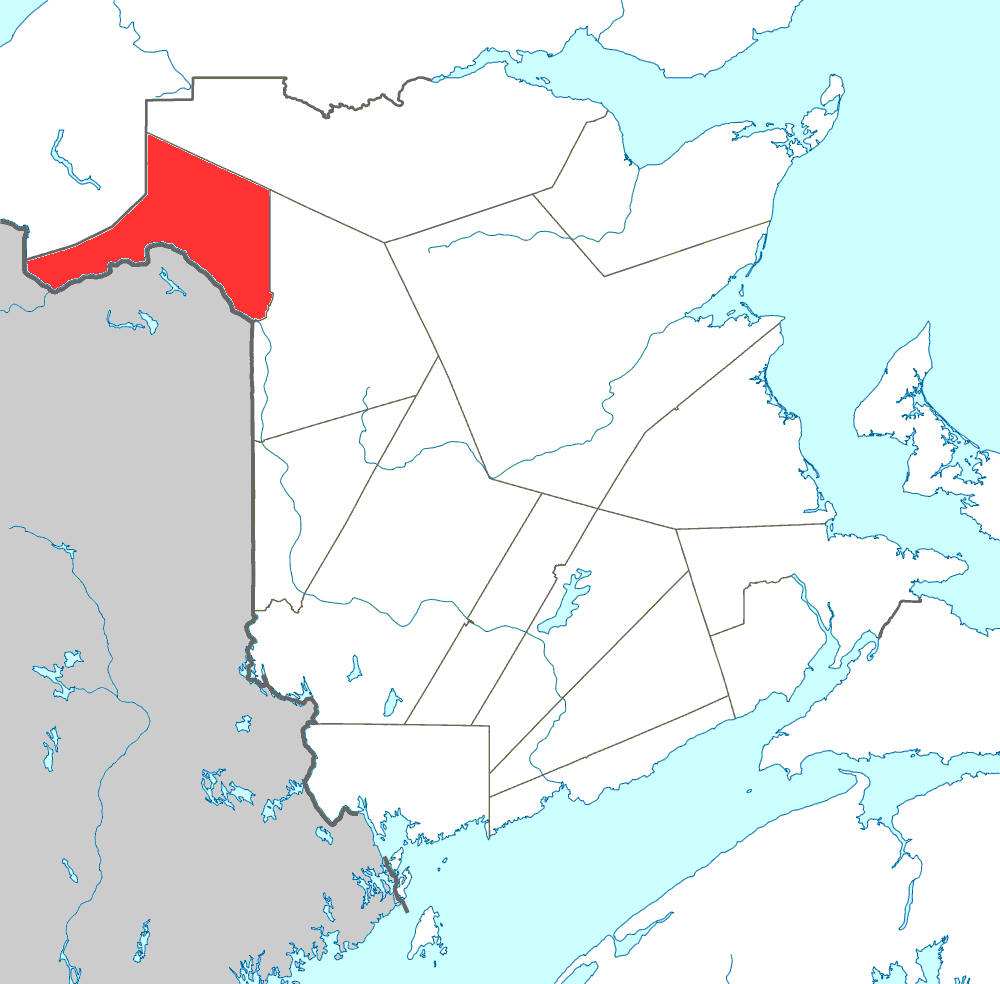
L'actuel comté de Madawaska au Nouveau-Brunswick, qui recouvre en grande partie l'ancienne « république ».

En 1817, un colon américain, John Baker, arrive dans la région. Il établit sa résidence à l'ouest de la jonction de la rivière Meruimticook (maintenant Baker Brook) et du fleuve Saint Jean. À l'extérieur de la colonie de Madawaska, presque personne ne vivait dans ce qui est maintenant le comté d'Aroostook. Au recensement de 1830, la colonie de Madawaska comptait 2 487 habitants. Aroostook, avec 261, et Houlton Plantation, avec 576, étaient les colonies les plus proches.
En 1825, Baker adresse une pétition à l'État du Maine pour l'inclusion de Madawaska dans l'État. Croyant avec ferveur que le territoire appartient au Maine, Baker est alors considéré comme un agitateur et un provocateur par le gouvernement britannique. En 1827, Baker provoque les autorités du Nouveau-Brunswick en tentant de bloquer le courrier envoyé de Madawaska à Québec, par canot sur le fleuve Saint-Jean, en essayant d'amener les résidents français de Madawaska à rejeter l'autorité britannique ou en empêchant un connétable de procéder à une arrestation.
Le 4 juillet 1827, John Baker célèbre l'indépendance chez lui et invite tous les colons du Madawaska. À l'époque, 16 familles américaines vivent dans la vallée du Saint Jean, ainsi que des colons français. Lors de son événement, Baker proclame que tout le territoire du Madawaska est indépendant de toute juridiction étrangère et s'engage à ne reconnaître aucune autre autorité que les États-Unis. Un drapeau, cousu par sa femme Sophronia (alias Sophie) Rice, est hissé en hommage à la nouvelle république. L'événement est suivi d'un bal au cours duquel Baker annonce un autre rassemblement le 10 août pour ratifier une constitution et former un gouvernement.
Baker prépare la constitution. Il appelle à un engagement de soutien mutuel et de règlement des différends par le biais d'arbitres élus sans recours aux autorités britanniques. Le gouvernement devait être dirigé par Baker en tant que Général de la République. Après un an d'existence, la république devait demander à l'État du Maine son annexion.
Le 10 août, un magistrat local arrive pour confisquer « le document qui avait été proposé à la signature » et demander à Baker de se soumettre aux autorités du Nouveau-Brunswick. Baker refuse, affirmant qu'il est sur du sol américain. Mme Baker hisse le drapeau du Madawaska, et quand le magistrat ordonne à Baker de le retirer, il essuie un nouveau refus. Il part, et Baker se rend à Portland pour demander au gouverneur du Maine de lui accorder sa protection.
Baker revient après un mois et trois jours plus tard, le 25 septembre, il est arrêté à l'aube en vertu d'un mandat émis pendant son absence. Il est accusé de délits graves et passe les treize mois suivants à la prison de Fredericton. Baker purge les sept premiers mois de prison parce qu'il ne peut se permettre à la fois de verser une caution et, dans une autre procédure civile, de rembourser une dette en souffrance. Cette arrestation marque la fin, dans les faits de la république.
En mai 1828, il est condamné « pour s'être violemment opposé, avoir résisté à l'autorité de Sa Majesté, à l'exécution des lois, et pour avoir tenté de séduire les sujets de Sa Majesté pour s'écarter de leur allégeance à Sa Majesté » à une amende de vingt-cinq livres sterling et à de la prison à moins que l'amende ne soit payée dans les deux mois. Baker refuse de payer l'amende et il est emprisonné jusqu'au 21 octobre, date à laquelle il verse une caution dans l'attente de payer enfin son amende avant la fin de l'année,.
La situation de Baker devient un incident international, le président John Quincy Adams demande au secrétaire d'État Henry Clay d'enquêter sur la question. Une fois informé, Clay échange des lettres avec le gouvernement britannique concernant Baker. Les deux parties reconnaissent que les États-Unis ne peuvent être tenus responsables des agissements de Baker. Les événements, cependant, ont donné un nouvel élan à la nécessité de régler la question des frontières.
En 1831, Baker se démène pour créer un canton de Madawaska après que le Maine ait de nouveau évoqué ses prétentions sur la zone contestée. Un autre mandat d'arrêt est émis contre lui, mais il évite l'arrestation en fuyant dans les bois, après avoir averti plusieurs voisins, qui se sont joints alors à lui. Neuf ans plus tard, en 1840, Baker est reconnu coupable et condamné à une amende de vingt livres sterling pour « avoir incité plusieurs soldats à quitter le détachement du 58e régiment stationné à Madawaska ».
Après la guerre non déclarée d'Aroostook (1838-1839), le 9 août 1842, les États-Unis et le Royaume-Uni signent le Traité Webster-Ashburton, réglant finalement la question des frontières. Une disposition de ce traité ne semble s'appliquer en fait qu'à Baker et à la succession de son voisin. La région est d'abord annexée au Canada-Est (maintenant appelé Québec) et, à la suite d'une période d'arbitrage, a été adjugée au Nouveau-Brunswick en vertu de la Loi sur la frontière du Nouveau-Brunswick de 1851.

## La République de Madawaska aujourd'hui

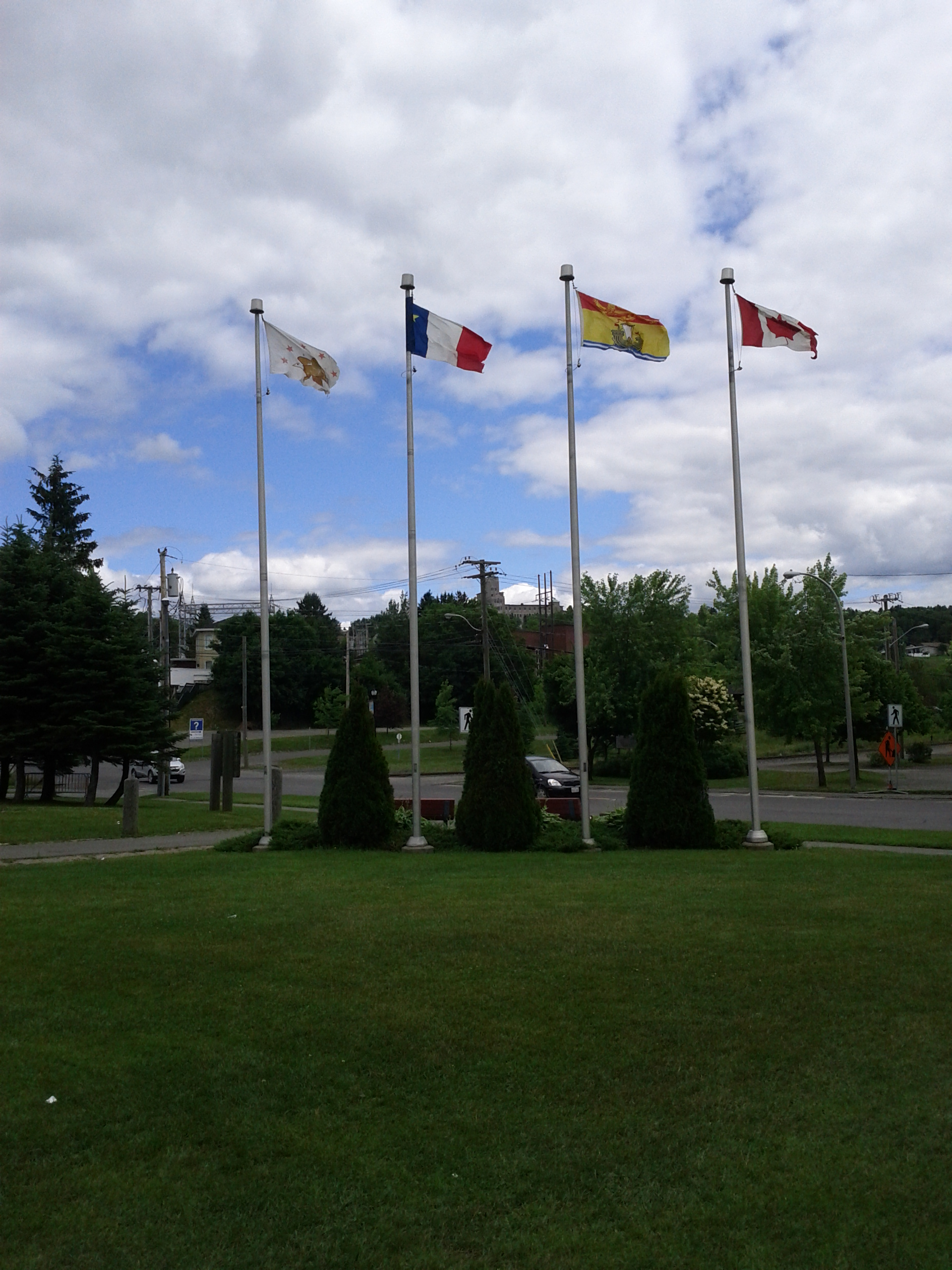
Le drapeau de la République de Madawaska (gauche), à côté de l'acadien, de celui du Nouveau-Brunswick et du canadien à Edmundston.

La République de Madawaska est encore commémorée par certains habitants, qui se désignent sous le nom de Brayons. Un drapeau de la république est recréé en 1938, portant un pygargue à tête blanche et un arc de six étoiles rouges sur fond blanc. Ce drapeau flotte devant l'hôtel de ville d'Edmundston, au Nouveau-Brunswick, et aux festivals de Madawaska. Le maire en exercice d'Edmundston, la plus grande municipalité de la région, porte également le titre honorifique de président de la République du Madawaska.